# Troisième livre de pièces de clavecin de Couperin
Pour les articles homonymes, voir Troisième livre de pièces de clavecin.
 (décembre 2015).

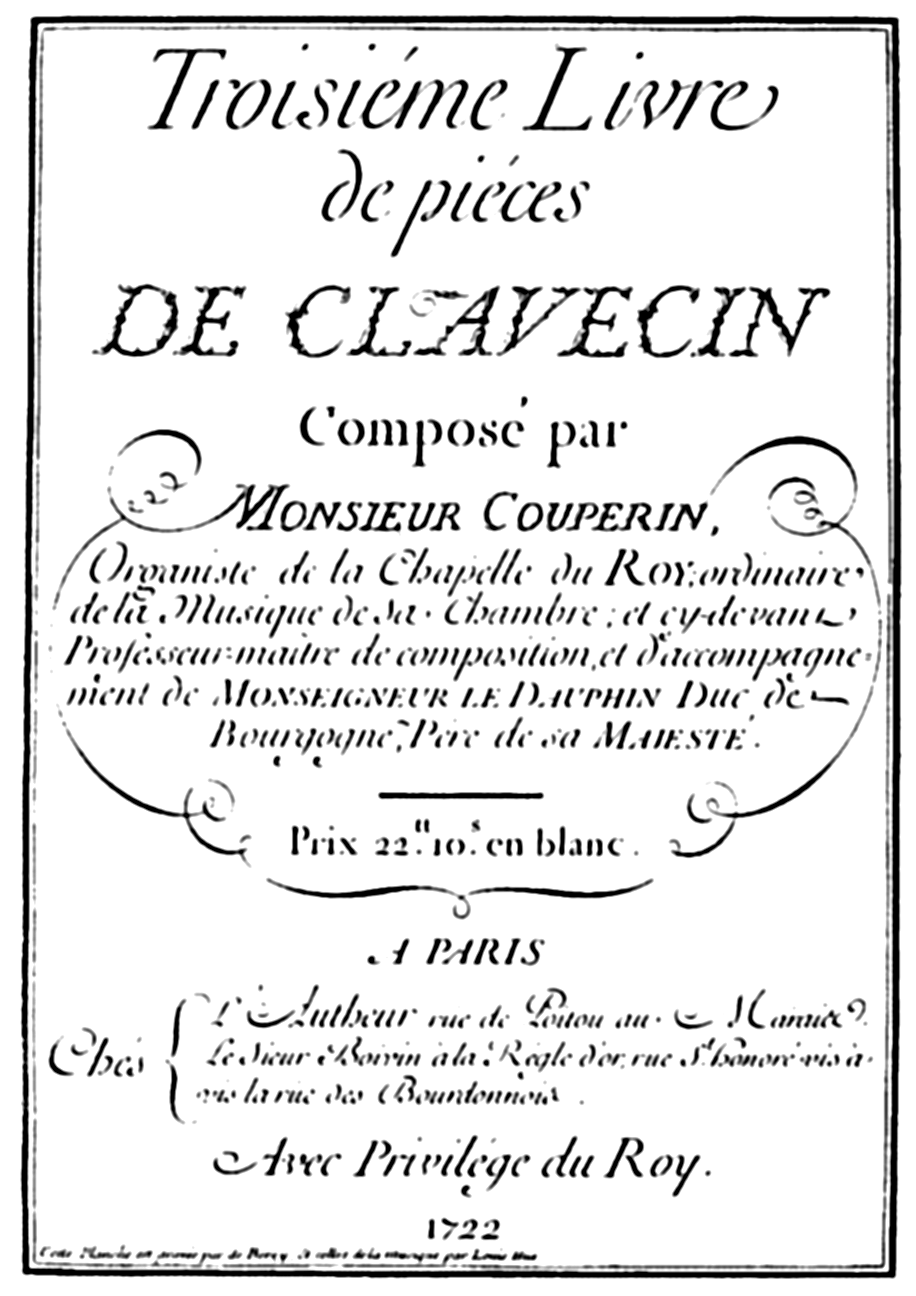
François Couperin - Troisième Livre de Clavecin

Le Troisième livre de pièces de clavecin de François Couperin paraît en 1722.
Dans la préface, il critique vertement les interprètes qui ne respectent pas exactement ses indications relatives à l'ornementation, détournant par là même les intentions du compositeur.

## Contenu du recueil
Ce recueil marque la pleine maturité du style de Couperin. Il comprend 7 ordres (no 13 à 19). Le style est désormais bien établi, et les pièces sont généralement de proportions équivalentes.
- 13e ordre, en si mineur
  - Les lis naissans ; Les rozeaux ; L'engageante ; Les folies françoises, ou Les dominos ; L'âme-en peine
- 14e ordre, en ré majeur
  - Le rossignol en amour ; Double du rossignol ; La linote éfarouchée ; Les fauvétes plaintives ; Le rossignol-vainqueur ; La Julliet ; Le carillon de Cithére ; Le petit-rien
- 15e ordre, en la majeur
  - La régente, ou La Minerve; Le dodo, ou L'amour au berceau; L'evaporée; Muséte de Choisi; Muséte de Taverni; La douce et piquante; Les vergers fleüris; La Princesse de Chabeüil, ou La muse de Monaco
- 16e ordre, en sol majeur
  - Les graces incomparables, ou La Conti ; L'himen-amour ; Les vestales ; L'aimable Thérèse ; Le drôle de corps ; La distraite ; La Létiville
- 17e ordre, en mi mineur
  - La superbe, ou La Forqueray ; Les petits moulins à vent ; Les timbres ; Courante ; Les petites chrémières de Bagnolet
- 18e ordre, en fa mineur
  - Allemande La Verneüil ; La Verneüilléte ; Sœur Monique ; Le turbulent ; L'atendrissante ; Le tic-toc-choc, ou Les maillotins ; Le gaillard-boiteux
- 19e ordre, en ré majeur/mineur
  - Les Calotins et les Calotines, ou La pièce à tretous ; Les Calotines ; L'ingénuë ; L'artiste ; Les culbutes Ixcxbxnxs ; La muse-Palantine ; L'enjouée

## Discographie
- L'Œuvre pour clavecin (intégrales) : 
  - Œuvres pour clavecin - Scott Ross (12CD Still éditions)
  - L'Œuvre pour clavecin - Noëlle Spieth (Solstice)
  - Œuvres pour clavecin - Kenneth Gilbert (10CD Harmonia Mundi)
  - Œuvres pour clavecin - Christophe Rousset (1992–1995, 11CD Harmonia Mundi)
  - Œuvres pour clavecin - Olivier Baumont (10CD Erato/Warner Classics)
  - Œuvres pour clavecin - Michael Borgstede (10 CD Brillant classics 2004 - 2005)
  - L'Œuvre pour clavecin - Carole Cerasi (10 CD Métronome 2019) - Diapason d'or
  - L'Œuvre pour clavecin - Blandine Verlet